# 胜山国家级自然保护区
胜山国家级自然保护区位于中国黑龙江省黑河市，小兴安岭西北坡，毗邻大兴安岭林区。平均海拔450米，最高峰海拔753.5米。红松是其重点保护物种。